# Hemixesma
Hemixesma là một chi bướm đêm thuộc họ Geometridae.